# Nižná Jedľová
Nižná Jedľová est un village de Slovaquie situé dans la région de Prešov.

## Histoire
Première mention écrite du village en 1572.

## Démographie

### Évolution de la population
| Année:               | 1994. | 2004.    | 2014.   | 2024.    |
| -------------------- | ----- | -------- | ------- | -------- |
| Nombre de personnes: | 72    | 84       | 85      | 98       |
| Différence:          |       | +16,66 % | +1,19 % | +15,29 % |

| Année:               | 2023. | 2024.   |
| -------------------- | ----- | ------- |
| Nombre de personnes: | 99    | 98      |
| Différence:          |       | -1,01 % |